# Александровский (Курчатовский район)
Александровский — хутор в Курчатовском районе Курской области. Входит в Макаровский сельсовет.

## География
Хутор находится на реке Сейм, в 32 км западнее Курска, в 7 км к северо-востоку от районного центра — города Курчатов, в 14,5 км от центра сельсовета — Макаровка.
Климат
Александровский, как и весь район, расположен в поясе умеренно континентального климата с тёплым летом и относительно тёплой зимой (Dfb в классификации Кёппена).

## Население
| 2002 | 2010 |
| ---- | ---- |
| 10   | ↘3   |

## Инфраструктура
Личное подсобное хозяйство. СНТ Энергетик.

## Транспорт
Александровский находится в 23 км от федеральной автодороги М2 «Крым», в 2,5 км от автодороги регионального значения 38К-017 (Курск — Льгов — Рыльск — граница с Украиной), в 3 км от автодороги межмуниципального значения 38Н-575 (река Сейм — Мосолово — Нижнее Сосково), в 1,5 км от автодороги 38Н-576 (38Н-575 — Золотухино), в 4 км от ближайшего ж/д остановочного пункта 433 км (линия Льгов I — Курск).